# Trevor Howard
Pour les articles homonymes, voir Howard.
Trevor Howard est un acteur britannique, né le 29 septembre 1913 à Cliftonville (en) (Kent) et mort le 7 janvier 1988 à Arkley (Londres).

## Biographie

### Les débuts
Trevor Howard naît sous le nom d'état civil de Trevor Wallace Howard-Smith à Cliftonville, Margate, Kent, Angleterre, le 29 septembre 1913 ; il est le seul garçon et le premier enfant d'Arthur John Howard-Smith, représentant à Ceylan (devenu le Sri Lanka) de la Lloyd's of London, et de sa femme canadienne, Mabel Grey Wallace, infirmière. Jusqu'à l'âge de 5 ans, il vit à Colombo, Ceylan. Il voyage ensuite en compagnie de sa mère, jusqu'à ce qu'il soit envoyé, à l'âge de 8 ans, à Bristol pour y fréquenter le Clifton College. Après quoi il suit des cours d'art dramatique à la Royal Academy of Dramatic Art (la RADA) et se produit durant plusieurs années sur des scènes londoniennes avant l'éclatement de la Seconde Guerre mondiale.
Il obtient son premier cachet en jouant dans la pièce Revolt in a Reformatory (1934), avant son départ de la RADA en 1935, qu'il quitte pour interpréter de petits rôles. Cette année-là, il est remarqué par un chasseur de talents de la Paramount Pictures, mais il décline l'offre qui lui est faite de travailler pour le cinéma, préférant poursuivre une carrière au théâtre. En 1936, il est invité à rejoindre le Stratford Memorial Theatre et, à Londres, il lui est donné de camper le rôle d'un des étudiants de French without Tears, pièce de Terence Rattigan qui devait tourner pendant deux ans. Il rentre à Stratford en 1939. Lorsque la Seconde Guerre mondiale éclate, Howard se présente comme volontaire à la RAF et à l'armée britannique, mais il se heurte à un refus d'un côté comme de l'autre. Malgré tout, en 1940, après avoir travaillé pour le théâtre de répertoire de Colchester, il est mobilisé et affecté au Royal Corps of Signals, division aéroportée, où il accède au grade de second lieutenant avant d'être réformé en 1943 pour cause d'instabilité psychologique.
Alors que circulaient des histoires sur le courage qu'il aurait montré au front, histoires qui lui valurent le respect de la part de ses collègues acteurs et de ses admirateurs, des dossiers tenus au Bureau des archives révélèrent qu'il fut réformé pour raison d'instabilité mentale et de « personnalité psychopathe ». Ces histoires d'héroïsme à la guerre furent à l'origine fabriquées, contre son gré, à des fins publicitaires, quoique Howard ait pu également raconter qu'il s'était retrouvé parachuté dans la Norvège en pleine occupation nazie, et qu'il s'était battu aux côtés des Alliés au moment de l'invasion de la Sicile.
En 1943, Howard fait son retour sur les planches dans une pièce appelée The Recruiting Officer, et c'est à cette occasion qu'il rencontre l'actrice Helen Cherry (en), qu'il épouse l'année suivante.
Howard avait quelque peu la réputation d'être un coureur de jupons et de beaucoup boire. Sous l'influence de l'alcool, il pouvait s'embarquer dans des exploits devenus célèbres, dont un qui lui valut une arrestation à Vienne, pour avoir usurpé l'identité d'un officier. En dépit de ce penchant pour la boisson, il resta toujours fiable et consciencieux, évitant toujours soigneusement que l'alcool n'affectât son travail.

### Sa carrière au cinéma
En 1944, un court rôle dans L'Héroïque Parade (The Way Ahead), l'un des meilleurs films de guerre britanniques, lui sert de tremplin vers une carrière au cinéma. Il enchaîne avec Le Chemin des étoiles (The Way to the Stars, 1945), qui le conduit ensuite vers le rôle pour lequel Howard est surtout connu, celui du médecin de Brève Rencontre (Brief Encounter, 1945), film où il a pour partenaire Celia Johnson. Réalisé par David Lean, le film remporta un prix au Festival de Cannes et valut à Howard des éloges considérables de la part de la critique.
Howard joue ensuite dans deux thrillers à succès réalisés par Frank Launder et Sidney Gilliat : L'Étrange Aventurière (I See a Dark Stranger, 1945) et La Couleur qui tue (Green for Danger, 1946), suivis par Je suis un fugitif (They Made me a Fugitive, 1947), film d'Alberto Cavalcanti dans lequel on peut détecter les racines du réalisme britannique au cinéma. En 1947, Laurence Olivier l'invita à jouer Petruccio dans une production de l'Old Vic de La Mégère apprivoisée. Malgré une critique du Times disant « On ne peut se rappeler avoir vu meilleur Petruccio », l'occasion de collaborer à nouveau avec David Lean, dans Les Amants passionnés (The Passionate Friends, 1948), fit que Howard se tourna de nouveau vers le cinéma, bien qu'il se fût acquis une solide réputation en tant qu'acteur de théâtre. Les longues tournées, aussi, lui pesaient et le cinéma lui offrait des occasions de voyager séduisantes ; en conséquence, à partir de ce moment, il ne devait plus changer de cap.
La réputation de Howard comme acteur de cinéma fut assurée par son rôle dans Le Troisième Homme (The Third Man, 1949). Dans ce film, il jouait le type de personnage avec lequel il resta le plus souvent associé : l'officier de l'armée britannique, un peu rigide, un peu bourru, mais compétent. Il joua également dans La Clef (The Key, 1958), un film tiré d'un roman de Jan de Hartog, un rôle pour lequel il reçut le Prix du meilleur acteur de la BAFTA, la British Academy of Film and Television Arts. Deux ans plus tard, il tourna dans Amants et Fils (Sons and Lovers, 1960) et fut nommé pour l'Oscar du meilleur acteur. Un autre de ses films notables de cette période fut Le Fond du problème (The Heart of the Matter, 1953), encore une histoire de Graham Greene, et un film pour lequel sans doute Howard offrit sa meilleure performance au grand écran.
Acteur de genre, il apparut à de nombreuses reprises dans des films de guerre et des films historiques en costumes d'époque. On le vit dans Les Révoltés du Bounty (Mutiny on the Bounty, 1962), Grand méchant loup appelle (Father Goose, 1964), Morituri (1965), L'Express du colonel Von Ryan (Von Ryan's Express, 1965), La Bataille d'Angleterre (Battle of Britain, 1969), La Fille de Ryan (Ryan's Daughter, 1970), citons également Ludwig : Le Crépuscule des dieux où il incarna avec maestria un fier Richard Wagner, Superman (1978) et Gandhi (1982). Un des films dans lequel il éprouva le plus de plaisir à jouer fut Sir Henry at Rawlinson End coécrit par Steve Roberts et Vivian Stanshall (1980); il y joue le rôle-titre. En 1981, Alain Tanner lui confie le rôle de Yoshka Poliakoff dans le film Les Années lumière, vieillard dont le plus ardent désir est de voler tel un oiseau. The Dawning (1988) fut son tout dernier film, et l'un des plus étranges de sa filmographie.

### Sa carrière à la télévision
C'est à la télévision que Howard commença à trouver des rôles plus consistants. En 1962, il incarna Lövborg dans l'adaptation d'Ibsen, Hedda Gabler, où il joue au côté d'Ingrid Bergman et, l'année suivante, en 1963, il remporta un Emmy Award pour son interprétation de Disraeli dans The Invincible Mr Disraeli. Dans les années 1970, il fut salué pour son interprétation d'un abbé dans Le Visiteur (Catholics, 1973) et, en 1975, il reçut une nomination aux Emmy pour le rôle de l'abbé Faria dans une version pour le petit écran du Comte de Monte-Cristo. À la fin de la décennie, Celia Johnson et lui se trouvèrent de nouveau réunis, pour une interprétation émouvante dans un film tout empreint de nostalgie, Staying On (1980), écrit par Paul Scott.

### Vie privée
Trevor Howard a été marié à l'actrice Helen Cherry (en) (1915-2001) du 8 septembre 1944 jusqu'à sa mort en 1988. Ils ont eu deux enfants.

### Mort
Trevor Howard meurt chez lui à Arkley (Londres) le 7 janvier 1988 d'une cirrhose et d'une insuffisance hépatique,

## Filmographie
- 1944 : L'Héroïque Parade (The Way Ahead) de Carol Reed : officier sur le bateau (non crédité)
- 1945 : Le Chemin des étoiles (The Way to the Stars) de Anthony Asquith : le squadron leader Sil Carter
- 1945 : Brève Rencontre (Brief Encounter) de David Lean : Dr Alec Harvey
- 1946 : La Couleur qui tue (Green for Danger) de Sidney Gilliat : Dr Barney Barnes
- 1946 : L'Étrange Aventurière (I See a Dark Stranger) de Sidney Gilliat et Frank Launder : le lieutenant David Baynes
- 1947 : Je suis un fugitif (They Made Me a Fugitive) de Alberto Cavalcanti : Clem Morgan
- 1947 : So Well Remembered de Edward Dmytryk : Dr Richard Whiteside
- 1949 : Les Amants passionnés (The Passionate Friends) de David Lean : Pr Steven Stratton
- 1949 : Le Troisième Homme (The Third Man) de Carol Reed : le major Calloway
- 1950 : Odette, agent S 23 (Odette) de Herbert Wilcox : la capitaine Peter Churchill / Raoul
- 1950 : La Salamandre d'or de Ronald Neame : David Redfern
- 1951 : The Clouded Yellow de Ralph Thomas : le major David Somers
- 1951 : Lady Godiva (Lady Godiva Rides Again) de Frank Launder : l'invité dans l'émission théâtrale
- 1951 : Le Banni des îles (Outcast of the Islands) de Carol Reed : Peter Willems
- 1952 : Rapt à Venise de Mario Soldati : le major Court
- 1952 : Commando sur Saint-Nazaire (Gift Horse) de Compton Bennett : le lieutenant commander Hugh Alginon Fraser
- 1953 : Le Fond du problème (The Heart of the Matter) de George More O'Ferrall : Harry Scobie
- 1954 : April in Portugal (en) d'Euan Lloyd : le narrateur (voix)
- 1955 : Les Amants du Tage de Henri Verneuil : l'inspecteur Lewis
- 1955 : Commando dans la Gironde (The Cockleshell Heroes) de Jose Ferrer : le capitaine Thompson
- 1956 : La Course au soleil (Run for the Sun) de Roy Boulting : Browne
- 1956 : Le Tour du monde en quatre-vingts jours (Around the World in Eighty Days) de Michael Anderson : Denis Fallentin
- 1957 : Manuela de Guy Hamilton : James Prothero
- 1957 : Police internationale (Interpol) de John Gilling : Frank McNally
- 1958 : La Clef (The Key) de Carol Reed : le capitaine Chris Ford
- 1958 : Les Racines du ciel (The Roots of Heaven) de John Huston : Morel
- 1960 : Amants et Fils (Sons and Lovers) de Jack Cardiff : Walter Morel
- 1960 : Moment of Danger de Laslo Benedek : John Bain
- 1962 : Le Lion (The Lion) de Jack Cardiff : John Bullit
- 1962 : Les Révoltés du Bounty (Mutiny on the Bounty), de Lewis Milestone : le capitaine William Bligh
- 1963 : Hedda Gabler (TV) : Ejlert Lövborg
- 1963 : The Invincible Mr. Disraeli (TV) : Benjamin Disraeli
- 1964 : L'Affaire Winston (Man in the Middle) de Guy Hamilton : le major John Kensington
- 1964 : Grand méchant loup appelle (Father Goose) de Ralph Nelson : le commandant Frank Houghton
- 1965 : Le Liquidateur (The Liquidator) de Jack Cardiff : le colonel Mostyn
- 1965 : Opération Crossbow (Operation Crossbow) de Michael Anderson : Pr Lindemann
- 1965 : L'Express du colonel Von Ryan (Von Ryan's Express) de Mark Robson : le major Eric Fincham
- 1965 : Morituri de Bernhard Wicki : le colonel Statter
- 1965 : Eagle in a Cage (TV) : Napoléon
- 1966 : Opération Opium (The Poppy Is Also a Flower) de Terence Young : Sam Lincoln
- 1966 : La Fantastique Histoire vraie d'Eddie Chapman (Triple Cross) de Terence Young : Freddie Young)
- 1967 : Les Turbans rouges (The Long Duel) de Ken Annakin : Young
- 1967 : L'Héritière de Singapour de Guy Green : Robert Hook
- 1968 : La Charge de la brigade légère (The Charge of the Light Brigade) de Tony Richardson : James Thomas Brudenell, 7e comte de Cardigan (Lord Cardigan)
- 1969 : L'Ange et le Démon (Twinky) de Richard Donner : Lola's grandfather
- 1969 : La Bataille d'Angleterre (Battle of Britain) de Guy Hamilton : le air vice-marshal Keith Park
- 1970 : La Fille de Ryan (Ryan's Daughter) de David Lean : le père Collins
- 1971 : Les Doigts croisés (To Catch a Spy) de Dick Clement : Sir Trevor Dawson
- 1971 : Marie Stuart, reine d'Écosse (Mary, Queen of Scots) de Charles Jarrott : Sir William Cecil
- 1971 : Le Visiteur de la nuit (The Night Visitor) de Laslo Benedek : l'inspecteur
- 1971 : Kidnapped de Delbert Mann : Lord Grant
- 1972 : The Offence de Sidney Lumet : le lieutenant Cartwright
- 1972 : Jeanne, papesse du diable (Pope Joan) de Michael Anderson : le pape Léon
- 1972 : Ludwig : Le Crépuscule des dieux (Ludwig) de Luchino Visconti : Richard Wagner
- 1973 : Craze de Freddie Francis : le superintendnat Bellamy
- 1973 : Maison de poupée (A Doll's House) de Joseph Losey : Dr Rank
- 1973 : Le Visiteur (Catholics) (TV) : l'abbé
- 1973 : Who? de Jack Gold : le colonel Azarin
- 1974 : Cause for Concern : le narrateur (voix)
- 1974 : Persecution de Don Chaffey : Paul Bellamy
- 1974 : Fric frac, rue des diams (11 Harrowhouse) de Aram Avakian : Clyde Massey
- 1975 : Le Comte de Monte-Cristo (The Count of Monte-Cristo) (TV) : l'abbé Faria
- 1975 : Hennessy de Don Sharp : le commander Rice
- 1975 : Coupable sans visage (Conduct Unbecoming) de Michael Anderson : le colonel Benjamin Strang
- 1976 : Les Origines de la mafia (Alle origini della mafia) (feuilleton TV) : Don Gonsalvo Saccone (épisode Speranza, La)
- 1976 : Le Souffle de la mort (Der flüsternde Tod) de Jürgen Goslar : Johannes
- 1976 : The Bawdy Adventures of Tom Jones de Cliff Owen: Squire Western
- 1976 : Le Tigre du ciel (Aces High) de Jack Gold :  le lieutenant-colonel Silkin
- 1976 : Eliza Fraser de Tim Burstall : le capitaine Foster Fyans
- 1977 : Babel Yemen : le narrateur (voix)
- 1977 : Mon « Beau » légionnaire (The Last Remake of Beau Geste) de Marty Feldman : Sir Hector
- 1978 : Trafiquants d'esclaves (Slavers) de jürgen Goslar : Alec Mackenzie
- 1978 : Stevie de Robert Enders : l'homme
- 1978 : Superman de Richard Donner : le premier sage
- 1979 : The Spirit of Adventure: Night Flight (TV) : Riviere
- 1979 : L'Ouragan (Hurricane) de Jan Troell : le père Malone
- 1979 : Meteor de Ronald Neame : Sir Michael Hughes
- 1980 : The Shillingbury Blowers de Val Guest : Dan 'Saltie' Wicklow
- 1980 : Windwalker de Kieth Merrill : Windwalker
- 1980 : Le Commando de Sa Majesté (The Sea Wolves) de Andrew V. McLaglen : Jack Cartwright
- 1980 : Sir Henry at Rawlinson End de Steve Roberts : Sir Henry Rawlinson
- 1980 : Staying On (TV) : le colonel Tusker Smalley
- 1981 : La Grande Aventure des Muppets (The Great Muppet Caper) : l'homme agressif dans le restaurant
- 1981 : Les Années lumière
- 1982 : Deadly Game (TV) : Gustave Kummer
- 1982 : Inside the Third Reich (TV) : Pr Heinrich Tessenow
- 1982 : Drôle de missionnaire (The Missionary) de Richard Loncraine : Lord Henry Ames
- 1982 : Gandhi de Richard Attenborough : le juge Broomfield
- 1984 : Flashpoint Africa (TV) : le contrôleur du programme
- 1984 : George Washington (en) (feuilleton TV) : Lord Fairfax
- 1984 : L'Épée du vaillant de Stephen Weeks : le roi Arthur
- 1985 : Screen Two (feuilleton TV) : le général Croshawe
- 1985 : This Lightning Always Strikes Twice (TV)
- 1985 : God Rot Tunbridge Wells (TV) : Georg Friedrich Haendel
- 1985 : Dust de Marion Hänsel : le père
- 1986 : Pierre le Grand ("Peter the Great") (feuilleton TV) : Sir Isaac Newton
- 1986 : Foreign Body de Ronald Neame : Dr Stirry
- 1986 : Shaka Zulu (feuilleton TV) : Lord Charles Somerset
- 1986 : La Colombe de Noël (Christmas Eve) (TV) : Maitland
- 1987 : Hand in Glove (TV) : le vicaire
- 1987 : Sur la route de Nairobi (White Mischief) de Michael Radford : Jack Soames
- 1988 : The Dawning de Robert Knights : le grand-père
- 1988 : L'Ange des ténèbres (The Unholy) de Camilo Vila : le père Silva

## Récompenses
- 1959 : British Academy Film Award du meilleur acteur
- 1961 : Nomination pour l'Oscar du meilleur acteur
- 1963 : Emmy Award du meilleur acteur